# Clinton N'Jie
Clinton Mua N'Jie, född 15 augusti 1993 i Buea, är en kamerunsk fotbollsspelare som spelar för turkiska Sivasspor och Kameruns landslag.

## Klubbkarriär

### Lyon
N'Jie spelare spelade sin första professionella match under säsongen 2012-2013, en 3-0–seger mot Reims. Han gjorde sitt första professionella mål mot Mladá Boleslav i tredje kvalomgången till Europa League 2014-2015. Den 25 september 2014 gjorde han sitt första mål i Ligue 1 mot Lorient, en match som vanns med 4-0. Samma dag förlängde N'Jie sitt kontrakt med Olympique Lyonnais fram till 2019.

### Tottenham Hotspur
Den 15 augusti 2015 meddelade Tottenham Hotspur att klubben nått en överenskommelse för undertecknandet av N'Jie från Lyon, med ett förbehåll för godkännande av arbetstillstånd. N'Jie kom överens om ett kontrakt på fem år. I december 2015 drabbades N'Jie av en ledbandsskada under en Europa League-match mot AS Monaco och förväntades vara borta i minst tre månader.

### Dynamo Moskva
Den 25 juli 2019 värvades N'Jie av ryska Dynamo Moskva, där han skrev på ett fyraårskontrakt.

### Sivasspor
Sommaren 2022 skrev N'Jie ett tvåårskontrakt med det turkiska Süperligalaget Sivasspor. 

## Landslagskarriär
Den 6 september 2014 gjorde han sin landslagsdebut för Kamerun och gjorde samtidigt sitt första landslagsmål mot Kongo-Kinshasa. Fyra dagar senare, den 10 september 2014, gjorde han två mål och hjälpte Kamerun att besegra Elfenbenskusten med 4-1. Han har varit sedd som en potentiell ersättare till Samuel Eto'o och en lösning på Kameruns problem på anfallsidan.
I december 2021 blev N'Jie uttagen i Kameruns trupp till Afrikanska mästerskapet 2021.